# Бранкар, Жан
Жан Бранка́р (фр. Jean Brankart; 12 июля 1930, Ремикур, Валлония — 23 июля 2020, Льеж, Валлония) — бельгийский профессиональный шоссейный и трековый велогонщик в 1953—1960 годах.

## Достижения

### Шоссе
1953
1-й — Этап 4 (ИГ) Circuit des six provinces
9-й Критериум Дофине — Генеральная классификация
1-й — Этап 2 (КГ)
1954
2-й Circuit des six provinces — Генеральная классификация
2-й Гран-при Наций
9-й Тур де Франс — Генеральная классификация
1955
1-й — Этап 3а (ИГ) Trois Jours d'Anvers
2-й Тур де Франс — Генеральная классификация
1-й — Этапы 18 и 21 (ИГ)
5-й Тур Швейцарии — Генеральная классификация
1-й — Этап 8 (ИГ)
2-й Week-end ardennais
3-й Льеж — Бастонь — Льеж
3-й Трофео Баракки вместе с (Марселем Янссенсом)
3-й Гран-при Мартини
3-й Гран-при Лугано (ИГ)
3-й Вызов Дегранж-Коломбо
7-й Париж — Тур
7-й Флеш Валонь
1956
3-й Тур Бельгии — Генеральная классификация
1-й — Этап 3а (ИГ)
7-й Джиро д’Италия — Генеральная классификация
1957
1-й — Этап 2а (ИГ) Trois Jours d'Anvers
3-й Париж — Ницца — Генеральная классификация
1958
2-й Четыре дня Дюнкерка
2-й Джиро д’Италия — Генеральная классификация
1-й  — Горная классификация
10-й Милан — Сан-Ремо (вместе с ещё 59 гонщиками)
1959
1-й Grand Prix du Midi libre — Генеральная классификация
1-й — Этап 3а
1-й — Этап 13 (КГ) Вуэльта Испании
10-й Тур де Франс — Генеральная классификация

### Трек

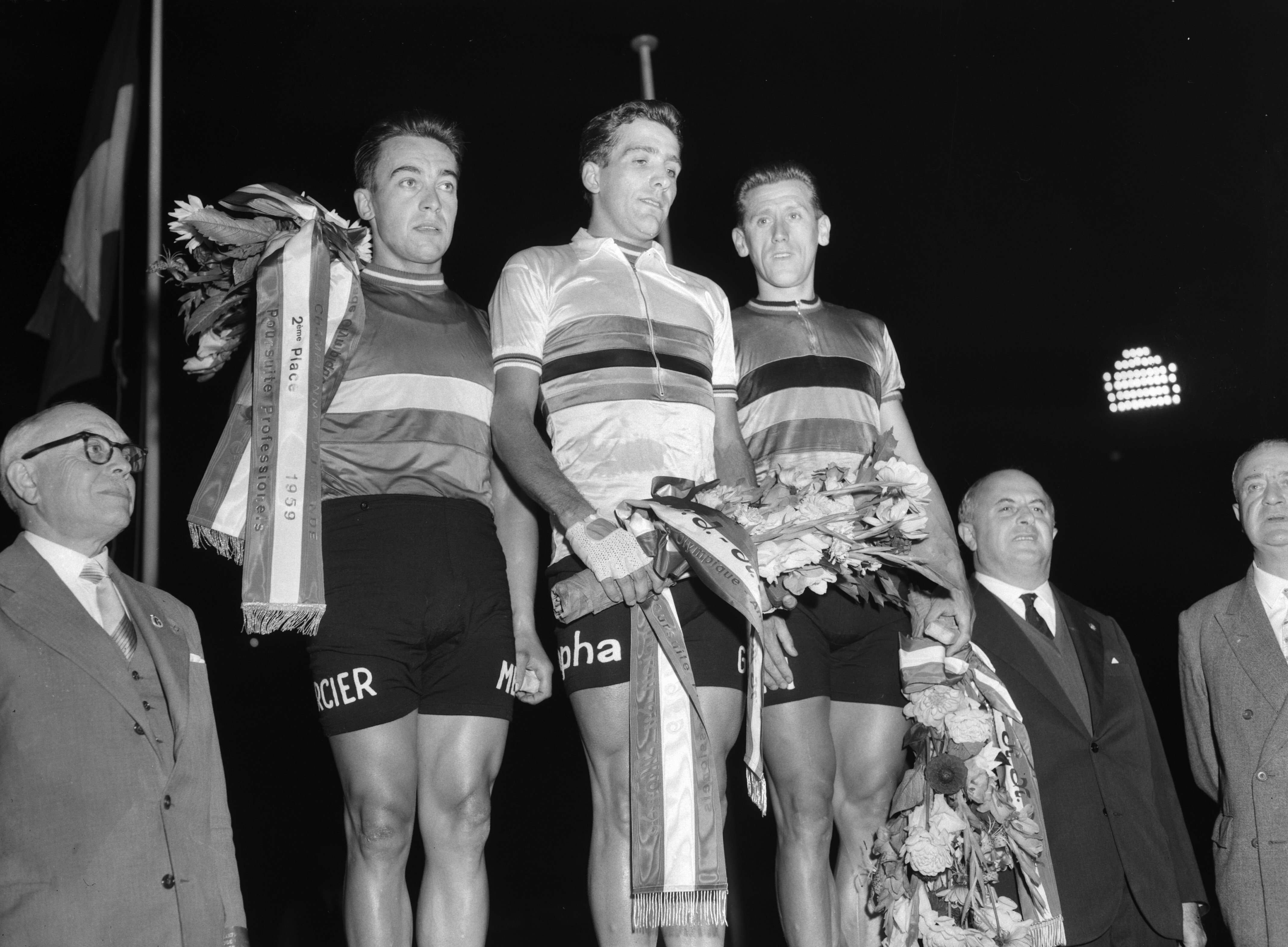
Слева направо: Альбер Буве (2-й), Роже Ривьер (1-й) и Жан Бранкар (3-й) на подиуме Чемпионата мира по трековым велогонкам 1959

1955
1-й  Чемпион Бельгии — Индивидуальная гонка преследования
2-й Шесть дней Брюсселя (вместе с Станом Окерсом)
1958
1-й  Чемпион Бельгии — Индивидуальная гонка преследования
3-й Шесть дней Брюсселя (вместе с Герритом Шульте)
1958
1-й  Чемпион Бельгии — Индивидуальная гонка преследования
3-й  Чемпионат мира — Индивидуальная гонка преследования (проф.)

## Статистика выступлений

### Гранд-туры
| Гранд-тур                 | 1954 | 1955 | 1956 | 1957 | 1958 | 1959 | 1960 |
| ------------------------- | ---- | ---- | ---- | ---- | ---- | ---- | ---- |
| Джиро д’Италия            | —    | —    | 7    | —    | 2    | —    | —    |
| Тур де Франс              | 9    | 2    | 39   | —    | НФ   | 10   | НФ   |
| (с 2010 ) Вуэльта Испании | —    | —    | —    | —    | —    | НФ   | —    |

| —  | Не участвовал  |
| НФ | Не финишировал |